# Nood-Godsbrug
De Nood-Godsbrug is een monumentale brug in Gouda, in de Nederlandse provincie Zuid-Holland. De brug, gelegen tussen de West- en Oosthaven, verbindt de Korte Noodgodsstraat met de Lange Noodgodsstraat.

## Geschiedenis
De huidige Nood-Godsbrug dateert uit 1938. Er zijn meerdere voorgangers van deze brug bekend. Waarschijnlijk was een van de eerste bruggen op die plek een toogbrug. In de stadsrekeningen vanaf 1477 wordt regelmatig gesproken over werkzaamheden aan de Noodgodsbrug. Tot 1623 werd op de Nood-Godsbrug het graan verdeeld, dat vanuit de schepen in de haven door de leden van het zakkendragersgilde naar diverse plaatsen in de stad gebracht moest worden. In 1687 kwam er een valbrug op die plaats. Een eeuw later - in 1787 - werd de brug vernieuwd en nog weer een eeuw later - in 1887 - werd de ophaalbrug vervangen door een basculebrug. Deze brug heeft zo'n halve eeuw dienstgedaan. De huidige brug uit 1937, een vaste brug, heeft Amsterdamse school kenmerken en is uitgevoerd in  baksteen, (smeed)ijzer en beiers graniet. De sculpturen lijken op die van de Sint Jansbrug bij de Donkere sluis en zouden daarom  van dezelfde beeldhouwer Hendrik van den Eijnde kunnen zijn.
De brug dankt haar naam aan de Noodgodskapel, die hier aan de Westhaven heeft gestaan. De kapel werd na de hervorming in 1576 afgebroken. In de muur van de brug is een plaquette aangebracht met een afbeelding van de kapel gemaakt door de beeldend kunstenaar Cor Jong. De kapel stond waarschijnlijk iets ten zuiden van de brug langs het water.

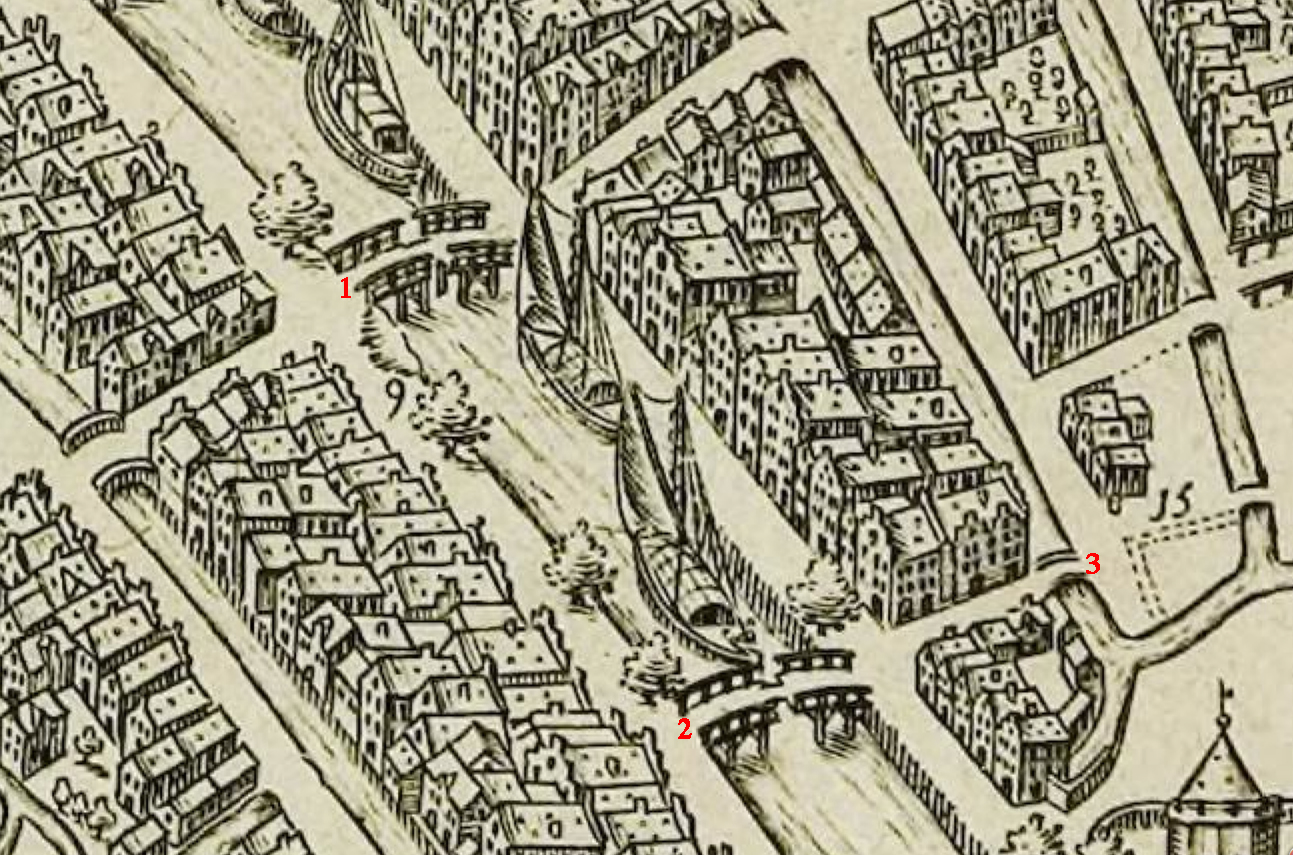
Bij 1 de Nood-Godsbrug op een stadsplattegrond uit 1588, bij 9 de plaats waar de in 1576 afgebroken Noodgodskapel heeft gestaan
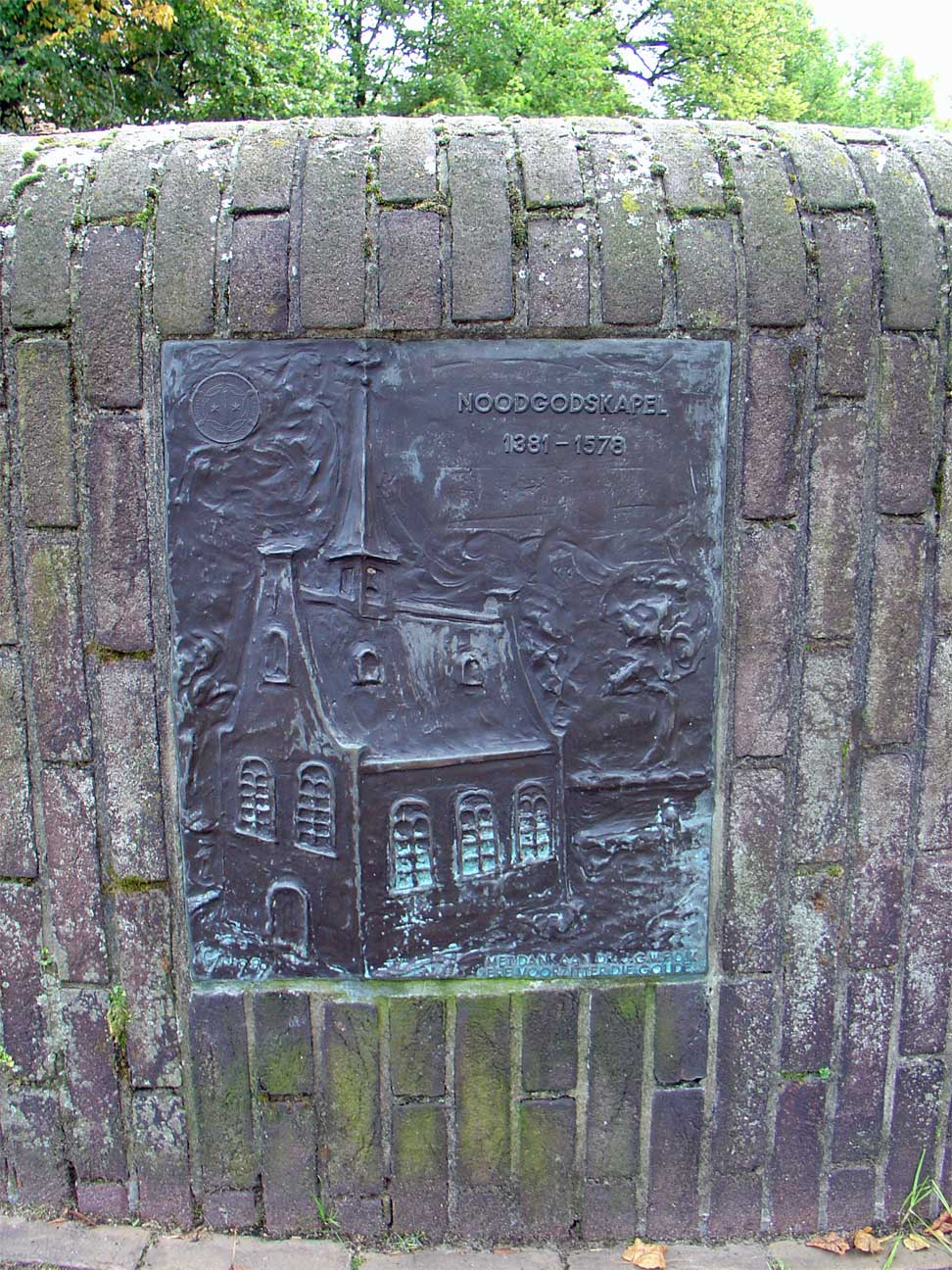
Reliëf met een afbeelding van de Noodgodskapel in de muur van de brug
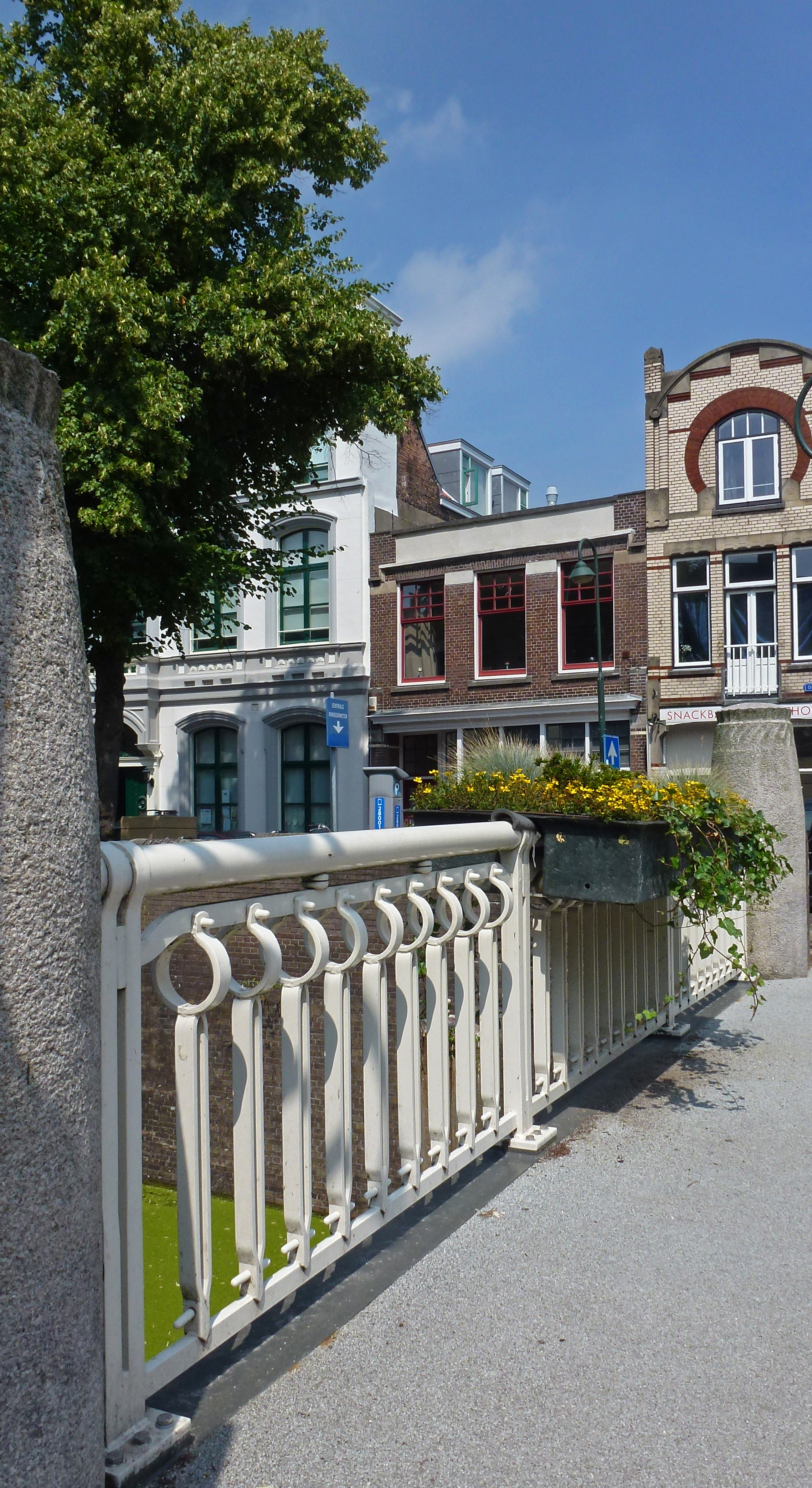
Nood-Godsbrug detail